# Guillermo Fitz Norman
Guillermo Fitz Norman también Guillaume Fitznorman de La Mare  y William of Dean (c. 1048-1114), fue un noble caballero anglonormando, señor de Forest Dene, Gloucestershire. Era hijo de Norman Fitz Guillaume De la Mare, y feudatario al servicio de Hugo de Avranches en Gloucestershire y Herefordshire, y sus bosques colindantes.
El Libro Domesday (1086) también le cita como subarrendatario de propiedades en Wiltshire y Hertfordshire. Participó en la batalla de Hastings, y recibió de Guillermo el Conquistador el señorío de Kilpeck, donde construyó un castillo en las Marcas Galesas.

## Herencia
Se casó con una hija de Hugo de Avranches, conde de Chester. De esa rama descendieron los barones de Braybrooke, vizcondes de Doneraile. De esa relación tuvieron varios hijos:
- Ulric of Dean (c. 1074-1133);
- Hugo Fitz Norman (c. 1085-1130). Responsable de la construcción de la iglesia de Kilpeck y la reconstrucción del castillo de Kilpeck.
- Guillermo Fitzwilliam Fitznorman.

Considerando que su padre, dentro de la controversia, hubiera sido Eustace de Montaut, su linaje se extinguió con Hugo de Montaut (Hugo Fitz Norman), y sus propiedades revirtieron a los barones palatinos de Montalt, descendientes Ralph Fitz Norman, hijo de Norman Fitz Guillaume De la Mare.